# Weedpatch
Weedpatch statisztikai település az USA Kalifornia államában, Kern megyében. Lakosainak száma 2206 fő (2020. április 1.).

## Népesség
A település népességének változása:

| 2010 | 2 658 |
| 2020 | 2 206 |